# Bombardement du Vatican

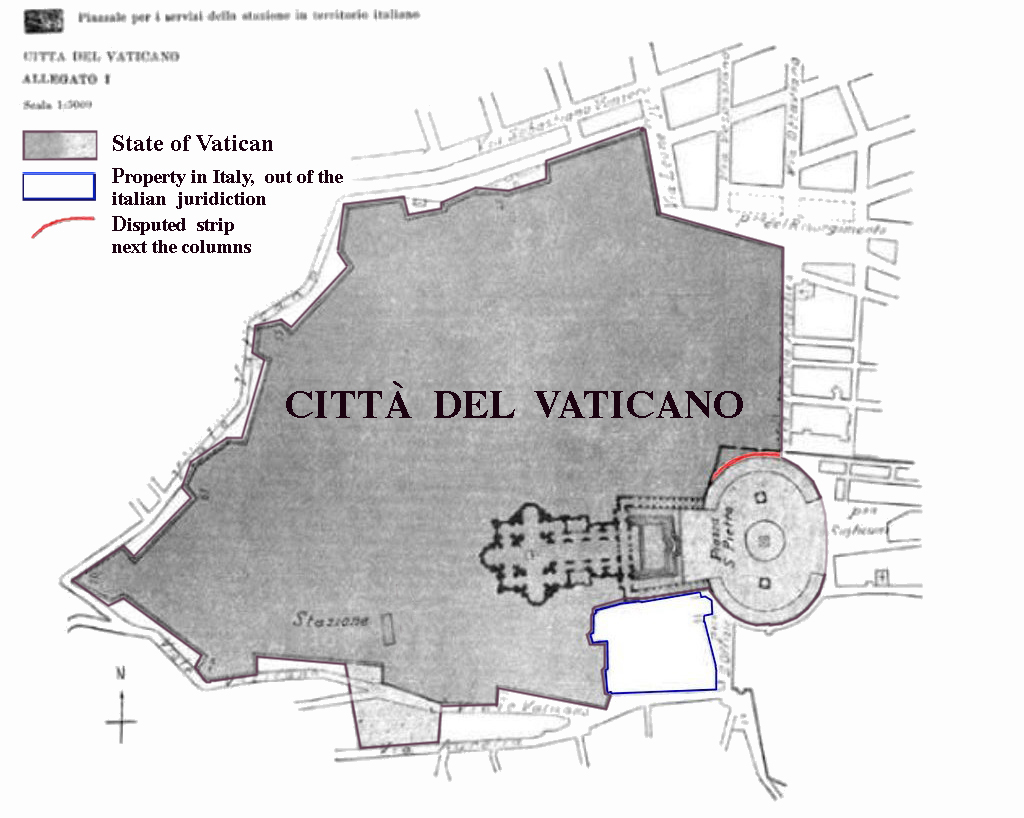
Carte du Vatican.

Le bombardement du Vatican s'est produit le 5 novembre 1943 durant la Seconde Guerre mondiale. La Cité étant neutre dans le conflit, cette attaque a longtemps été considérée comme une erreur d'un avion britannique, avant que la responsabilité des fascistes italiens ne soit établie en 2010.

## L’attaque
Dans la soirée du 5 novembre 1943, un SM SIAI Marchetti 79, bombardier de la Regia Aeronautica Italiana connu sous le nom de "Sparviero" décolle de Viterbe, alors sous contrôle de la République sociale italienne (RSI) : il largue cinq bombes sur la basilique Saint-Pierre à 20h10 au Vatican. Quatre des cinq bombes vont exploser,.

## Contexte historique
La Cité du Vatican reste neutre pendant toute la durée de la guerre. Tant les Alliés que l'Axe conviennent de ne pas attaquer le Vatican en cas de bombardement de Rome mais les Italiens sont convaincus que Radio Vatican envoie des messages codés aux Alliés,.
En 2010, il est révélé par le journaliste italien Augusto Ferrara que l'attaque était une tentative délibérée de frapper la station de radio du Vatican : le raid échoue. L'attaque est orchestrée par les leaders politiques de la République sociale italienne et Roberto Farinacci, un ardent antisémite, secrétaire du Parti national fasciste ; ils ont pour objectif de rendre le bombardement anonyme afin de ne pas donner une mauvaise réputation à leur pays. Les dommages causés par le raid sont encore visibles de nos jours, mais ne sont pas évoqués. Il n'y a pas de victime. Les bombes ratent la cible, des dommages mineurs sont occasionnés au Vatican : une mosaïque est détruite ; de graves dommages sont occasionnés à la gare du Vatican, notamment le réservoir d'eau,, et des bureaux du gouvernorat sont détruits ; les fenêtres à l'arrière de la basilique Saint-Pierre volent en éclats. Les musées, l'intérieur de la basilique Saint-Pierre, la chapelle Sixtine et les autres monuments sont épargnés.
Cette attaque est l'une des deux seules violations de la neutralité du Vatican durant la Seconde Guerre mondiale (cf. ci-dessous).

## Seconde attaque
Un second raid a eu lieu moins de trois mois plus tard. Le 1er mars 1944, un petit avion - qui avait déjà survolé Radio Vatican quelques nuits auparavant - largue six bombes qui tombent près de l'enceinte du Vatican, tuant un ouvrier et blessant une religieuse néerlandaise. Le palais du Saint-Office, le siège de l'Oratoire de Saint-Pierre et l'Université pontificale urbanienne sur le Janicule sont endommagés. Des témoins ont vu l'avion heurter un obstacle dans la hâte de se débarrasser de sa cargaison, puis s'écraser au sol après avoir heurté une maison de la Via del Gelsomino de son aile (causant la mort d'une personne âgée). L'avion et son pilote décédé sont retirés à la hâte par les autorités italiennes. Le Saint-Siège a choisi de déployer sur ces deux « lâches attaques sur l'intégrité du Vatican » un voile de silence qui a duré pendant des décennies.

## Réponse internationale
La presse internationale s'est demandé pendant longtemps qui était responsable de l'attentat. Le raid reste entouré de mystères et reçoit des réponses différentes de la part des chefs de file mondiaux.
Certains membres internationaux de la communauté catholique, tels que Mgr Joseph Lynch (Joseph Patrick Lynch (en)) de Dallas et Edwin O'Hara (Edwin Vincent O'Hara (en))  de Kansas City (Missouri) défendent le bombardement, affirmant que les lieux saints n'ont pas été délibérément attaqués. En supposant que les Alliés en étaient les responsables, ils affirment que l'attaque était nécessaire pour surpasser les puissances de l'Axe.

### Réponse du pape
Le pape Pie XII garde le silence sur le raid, admettant apparemment les réclamations britanniques du fait que le bombardement était un accident. Bien que la Garde suisse pontificale et d'autres unités de l'armée du Vatican aient été en état d'alerte durant toute la durée de la guerre, il n'y a pas de mobilisation. Le pape affirme qu'il ne souhaite pas que les auteurs soient traduits en justice, mais qu'ils cessent simplement les violences.

### Réponse de Mussolini et du Reich
Le dictateur italien peut ne pas être au courant que ses forces sont responsables. Il blâme les Alliés concernant l'attaque et tente de gagner l'appui international afin de retourner les autres pays contre les Alliés. Il reçoit peu de soutien externe. Le Reich nie également une quelconque implication.

### Réponse de Roosevelt
Le président Roosevelt, après avoir entendu le plaidoyer du pape pour mettre fin à la violence, promet qu'aucun avion américain ne pénétrera l'espace aérien du Vatican pour le restant de la guerre. Roosevelt tient sa promesse, bien conscient que de nombreux catholiques sont membres des forces armées des États-Unis.

## Recherches récentes
Jusqu'en 2010, les responsables de l'attentat sont demeurés méconnus ; c'est alors qu'un journaliste italien, Augusto Ferrara, déniche des photos et des documents provenant des archives du Vatican. Ceux-ci éclairent les événements relatifs au bombardement. Avant cette découverte, il était généralement cru que les bombes avaient été larguées, peut-être par erreur, par un avion britannique.

## La thèse de la responsabilité de Roberto Farinacci
L'identification de Roberto Farinacci, secrétaire du Parti national fasciste, est rendue possible grâce à une transcription de conversation téléphonique[Quand ?], entre un prêtre et un jésuite, le père Pietro Tacchi Venturi, un proche du secrétaire du pape (Mgr Giovanni Battista Montini - le futur pape Paul VI). Dans l'échange, le prêtre affirme :
« C'était les Italiens. Nous avons pu le vérifier par les personnes qui étaient présentes à tous les niveaux de l'élaboration de la manœuvre. Il s'agissait d'un avion Savoia-Marchetti, qui avait à son bord cinq bombes destinées à frapper la station de Radio Vatican, parce que Farinacci était convaincu qu'elle transmettait à l'ennemi des nouvelles à caractère militaire ». Cela sera confirmé, le 9 novembre 1943, par le directeur de l'Osservatore Romano, le comte Dalla Torre.

## Archives du Vatican
En mars 2012, le Vatican ouvre certaines archives à l'occasion de l'exposition Lux in arcana (Lumière sur les secrets, en latin) aux musées du Capitole. Parmi les documents révélés, se trouve le rapport d’un gendarme fait à l'occasion du bombardement du Vatican en novembre 1943.

### Sources
- (en) Cet article est partiellement ou en totalité issu de l’article de Wikipédia en anglais intitulé « Bombing of the Vatican » (voir la liste des auteurs).
- (it) Augusto Ferrara, 1943. Bombe sul Vaticano, Libreria Editrice Vaticana, 1er décembre 2010, 148 p. (ISBN 9788820984359)
- (en) Jane Scrivener, Inside Rome with the Germans, The Macmillan Company, 1945, 204 p.[14]
- (en) David G. Dalin, The Myth of Hitler's Pope : Pope Pius XII And His Secret War Against Nazi Germany, Regnery History, 25 juillet 2005, 209 p. (ISBN 978-0895260345)